# Шоново
Шоново (пол. Szonowo) — село в Польщі, у гміні Ласін Ґрудзьондзького повіту Куявсько-Поморського воєводства.
Населення — 336 осіб (2011).
У 1975—1998 роках село належало до Торунського воєводства.

## Демографія
Демографічна структура станом на 31 березня 2011 року:
|          | Загалом | Допрацездатний вік | Працездатний вік | Постпрацездатний вік |
| -------- | ------- | ------------------ | ---------------- | -------------------- |
| Чоловіки | 176     | 35                 | 129              | 12                   |
| Жінки    | 160     | 39                 | 92               | 29                   |
| Разом    | 336     | 74                 | 221              | 41                   |